# 定例局
定例局（ていれいきょく）とは、郵便局のうち初日印（初日用通信日付印）および特印（特殊通信日付印）を定例的に取り扱う局のことである。

## 初日印定例局
初日印（初日用通信日付印）の定例局は、次に掲げる56郵便局である。「和文・機械・絵入り」を押印する局と「和文・欧文・絵入り」を押印する局が存在する。うち絵入りハト印には、後述の特印同様に「手押し」と「押印機」の2種類がある。
千葉中央郵便局や熊本中央郵便局など、過去に機械ハト印を使用していた局で、機械の老朽化などに伴い欧文ハト印へ変更となった局が存在する。

### 和文・機械・絵入りハト印（手押し及び押印機）を使用する郵便局
| - 札幌中央郵便局 - 仙台中央郵便局 - 横浜中央郵便局 - 東京中央郵便局 | - 長野中央郵便局 - 名古屋中央郵便局 - 大阪中央郵便局 - 福岡中央郵便局 |

### 和文・機械・絵入りハト印（手押しのみ）を使用する郵便局
| - 新潟中央郵便局 - 金沢中央郵便局 - 岐阜中央郵便局 - 京都中央郵便局 - 神戸中央郵便局 | - 岡山中央郵便局 - 松山中央郵便局 - 広島中央郵便局 - 那覇中央郵便局 |

### 和文・欧文・絵入りハト印（手押しのみ）を使用する郵便局
| - 旭川中央郵便局 - 函館中央郵便局 - 釧路中央郵便局 - 青森中央郵便局 - 盛岡中央郵便局 - 秋田中央郵便局 - 山形中央郵便局 - 福島中央郵便局 - 水戸中央郵便局 - 宇都宮中央郵便局 - 前橋中央郵便局 - さいたま中央郵便局 - 千葉中央郵便局 - 甲府中央郵便局 - 日本橋郵便局 - 京橋郵便局 - 芝郵便局 - 上野郵便局 - 渋谷郵便局 - 新宿郵便局 | - 富山中央郵便局 - 福井中央郵便局 - 静岡中央郵便局 - 津中央郵便局 - 大津中央郵便局 - 奈良中央郵便局 - 和歌山中央郵便局 - 鳥取中央郵便局 - 松江中央郵便局 - 山口中央郵便局 - 徳島中央郵便局 - 高松中央郵便局 - 高知中央郵便局 - 北九州中央郵便局 - 佐賀中央郵便局 - 長崎中央郵便局 - 大分中央郵便局 - 熊本中央郵便局 - 宮崎中央郵便局 |

## 特印使用定例局
特印（特殊通信日付印）の定例局は、次に掲げる89郵便局である。

### 押印機使用郵便局
押印機（記念押印機用印）および手押し（手押し用印）を使用する郵便局は次に掲げる8局である。
- 札幌中央郵便局
- 仙台中央郵便局
- 横浜中央郵便局
- 東京中央郵便局
- 長野中央郵便局
- 名古屋中央郵便局
- 大阪中央郵便局
- 福岡中央郵便局

### 手押し使用郵便局
手押し（手押し用印）のみを使用する定例局は次に掲げる81局である。なお、局数が多いため地域ごとに分けて列記する。

#### 北海道
| - 旭川中央郵便局 - 函館中央郵便局 - 釧路中央郵便局 - 札幌大通郵便局 - 札幌西郵便局 - 豊平郵便局 - 岩見沢郵便局 - 函館東郵便局 - 留萌郵便局 | - 小樽郵便局 - 室蘭郵便局 - 東室蘭郵便局 - 浦河郵便局 - 帯広郵便局 - 根室郵便局 - 北見郵便局 - 千歳郵便局 |

#### 東北
- 青森中央郵便局
- 盛岡中央郵便局
- 秋田中央郵便局
- 山形中央郵便局
- 福島中央郵便局

#### 関東
- 水戸中央郵便局
- 宇都宮中央郵便局
- 前橋中央郵便局
- さいたま中央郵便局
- 千葉中央郵便局
- 日光郵便局

#### 南関東
- 甲府中央郵便局
- 横浜港郵便局
- 川崎中央郵便局

#### 東京
| - 日本橋郵便局 - 京橋郵便局 - 芝郵便局 - 上野郵便局 - 渋谷郵便局 - 新宿郵便局 - 大手町郵便局 - 世田谷郵便局 - 豊島郵便局 - 八王子郵便局 |

#### 信越
- 新潟中央郵便局

#### 北陸
- 富山中央郵便局
- 福井中央郵便局
- 金沢中央郵便局

#### 東海
- 静岡中央郵便局
- 津中央郵便局
- 岐阜中央郵便局
- 浜松郵便局
- 豊橋郵便局
- 名古屋中郵便局

#### 近畿
| - 大津中央郵便局 - 奈良中央郵便局 - 和歌山中央郵便局 - 京都中央郵便局 - 神戸中央郵便局 - 堺郵便局 - 尼崎郵便局 |

#### 中国
| - 鳥取中央郵便局 - 松江中央郵便局 - 岡山中央郵便局 - 広島中央郵便局 - 山口中央郵便局 |

#### 四国
- 徳島中央郵便局
- 高松中央郵便局
- 高知中央郵便局
- 松山中央郵便局

#### 九州
| - 北九州中央郵便局 - 佐賀中央郵便局 - 大分中央郵便局 - 宮崎中央郵便局 - 長崎中央郵便局 - 熊本中央郵便局 - 鹿児島中央郵便局 - 博多郵便局 - 早良郵便局 - 熊本東郵便局 - 鹿児島東郵便局 |

#### 沖縄
- 那覇中央郵便局
- 宮古郵便局
- 八重山郵便局